# Tournoi de Montevideo
Le Tournoi de Montevideo (en anglais : Pan American Open Montevideo) est une ancienne compétition de judo organisée chaque année en mars à Montevideo en Uruguay. Créée en 2013 par la Panamerican Judo Confederation (PJC), elle n'a eu lieu que trois fois. Elle faisait partie de la Coupe du monde de judo masculine et féminine.

## Palmarès masculin
| Pan American Open | Pan American Open | Pan American Open | Pan American Open | Pan American Open | Pan American Open     | Pan American Open | Pan American Open |
| Année             | -60 kg            | -66 kg            | -73 kg            | -81 kg            | -90 kg                | -100 kg           | +100 kg           |
| ----------------- | ----------------- | ----------------- | ----------------- | ----------------- | --------------------- | ----------------- | ----------------- |
| 2013              | Ashley McKenzie   | Charles Chibana   | Marcos Seixas     | Travis Stevens    | Eduardo Santos        | Benjamin Fletcher | Matthew Clempner  |
| 2014              | Ashley McKenzie   | Denis Lavrentyev  | Ugo Legrand       | Anton Nikiforov   | Eduardo Bettoni Silva | Hugo Pessanha     | Soslan Bostanov   |
| 2015              | Beslan Mudranov   | Mikhail Pulyaev   | Eduardo Barbosa   | Ivan Nifontov     | Nacif Elias           | Luciano Corrêa    | Matjaž Ceraj      |

## Palmarès féminin
| Pan American Open | Pan American Open | Pan American Open | Pan American Open           | Pan American Open | Pan American Open | Pan American Open    | Pan American Open |
| Année             | -48 kg            | -52 kg            | -57 kg                      | -63 kg            | -70 kg            | -78 kg               | +78 kg            |
| ----------------- | ----------------- | ----------------- | --------------------------- | ----------------- | ----------------- | -------------------- | ----------------- |
| 2013              | Hiromi Endo       | Jing Liu          | Stéfanie Tremblay           | Miku Tashiro      | Yuri Alvear       | Samantha Bleier      | Rochele Nunes     |
| 2014              | Aurore Climence   | Raquel Silva      | Catherine Beauchemin-Pinard | Sarah Clark       | Megan Fletcher    | Samantha Soares      | Rochele Nunes     |
| 2015              | Edna Carrillo     | Natalia Kuzyutina | Jaione Equisoain            | Mariana Silva     | Maria Portela     | Anastasiya Dmitrieva | Melissa Mojica    |